# 澄田𧶛四郎

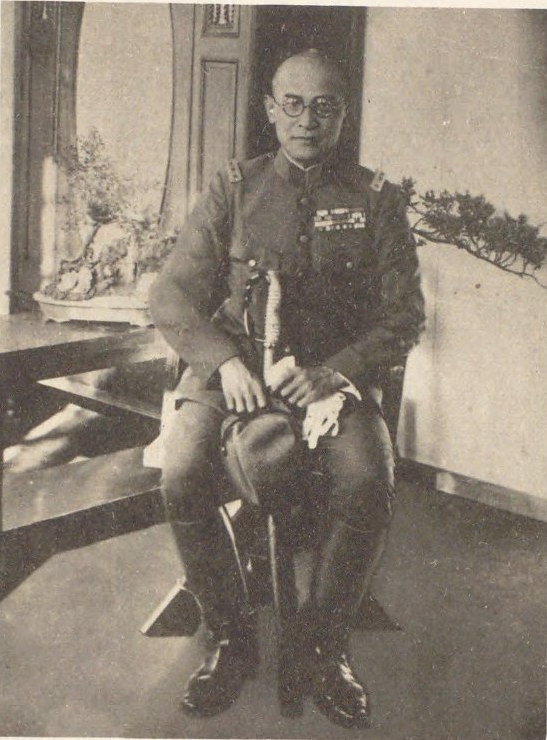
澄田四郎

澄田四郎（1890年10月21日—1979年11月2日）是前大日本帝国陸軍的軍人。陸軍士官學校第24期畢業生，陸軍大學校第33期首席畢業生。昭和2年11月加入、日軍参謀本部作戰課員鈴木貞一創立之木曜会。
日本前中国派遣军第39师团師團長、第1軍司令官。最終軍階陸軍中将。白團成員，被編入閻錫山部隊中。

## 家庭
澄田𧶛四郎的兒子澄田智是原日銀總裁。